# Joseph Heller

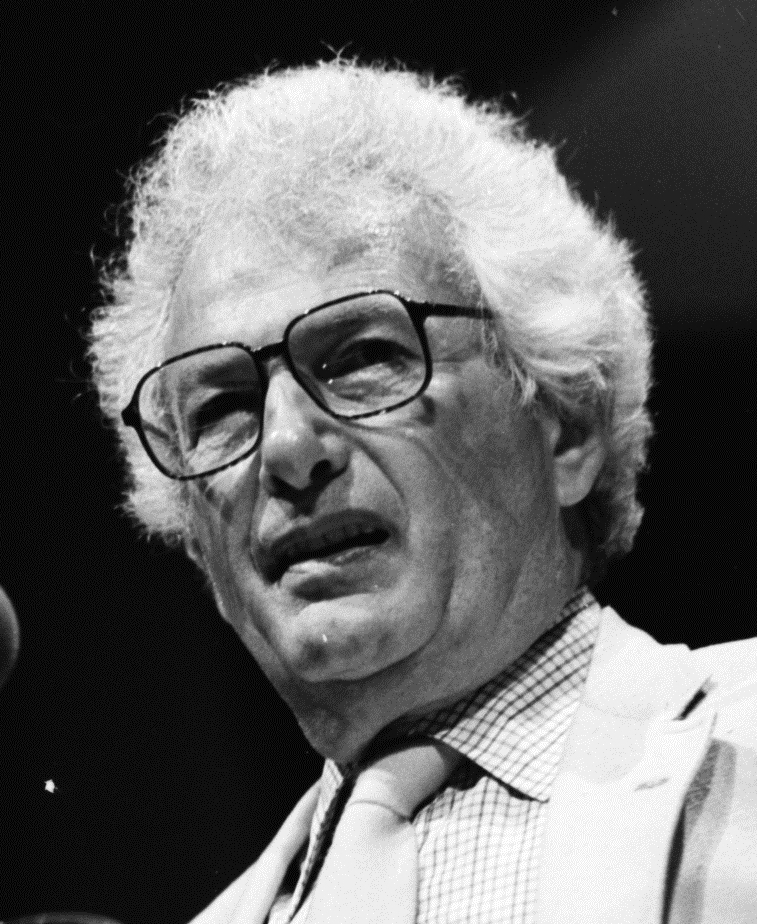
Heller in 1986

Handtekening van Heller

Joseph Heller (New York, 1 mei 1923 – East Hampton bij New York, 12 december 1999) was een Amerikaanse romanschrijver die bekendheid verwierf met zijn debuutroman Catch-22. De titel van het werk is spreekwoordelijk geworden voor een onoplosbaar probleem. Op dit absurdistische boek, waarin de waanzin van de oorlog wordt verbeeld, werd de gelijknamige anti-oorlogsfilm van Mike Nichols uit 1970 gebaseerd.

## Biografie
Heller werd geboren in Brooklyn, New York, als zoon van arme Joodse ouders. Na afloop van zijn opleiding aan de Abraham Lincoln High School in 1941 ging hij bij de luchtmacht. Hij werd gestationeerd in Corsica en voerde daar 60 bombardementsvluchten uit met een B-25. In 1949 verwierf Heller zijn Master of Arts aan de Columbia-universiteit in New York. In 1949-1950 volgde hij een studie aan het St Catherine's College te Oxford waar hij een Bachelor haalde. Van 1950 tot 1952 was hij docent aan de Pennsylvania State University, hij schreef teksten voor Time (1952-1956) en Look (1956-1958) en gaf les in fictie- en toneelschrijven aan Yale University en de universiteit van Pennsylvania.
Hij was getrouwd met Shirley Held van 1945 tot 1981 en ze kregen twee kinderen, Erica (geboren in 1952) en Theodore (geboren 1956). In 1987 trouwde hij met Valerie Humphries, voorheen een van zijn verpleegsters die hem hielp herstellen van het syndroom van Guillain-Barré waarmee hij in 1981 gediagnostiseerd was. In No laughing matter (1986) doet Heller verslag van zijn herstel.

### Romans
- Catch-22 (1961) (NL: Paragraaf 22, later uitgegeven als Catch-22)
- Something Happened (1974) (NL: Een incident, later uitgegeven als Een voorval)
- Good As Gold (1979) (NL: Eerlijk als Gold)
- God Knows (1984) (NL: God weet)
- No Laughing Matter (1986) met Speed Vogel
- Picture This (1988) (NL: Verbeeld je)
- Closing Time (1994) (NL: Sluitingstijd)
- Portrait of an Artist, as an Old Man (2000) (NL: Portret van een kunstenaar als een oude man)

### Autobiografie
- Now and then : from Coney Island to here (1998) (NL: Terug naar Coney Island : herinneringen)

### Toneel
- We Bombed in New Haven (1967)
- Clevinger's Trial (1973)

- Bibsys: 90051199
- Biblioteca Nacional de España: XX1083859
- Bibliothèque nationale de France: cb11991841r (data)
- Catàleg d'autoritats de noms i títols de Catalunya: 981058512328706706
- CiNii: DA0064059X
- Digitale Bibliotheek voor de Nederlandse Letteren: hell074
- Gemeinsame Normdatei: 118815970
- International Standard Name Identifier: 0000 0001 2278 3593
- Library of Congress Control Number: n79100545
- Nationale Bibliotheek van Letland: 000004031
- Bibliotheek van het Japanse parlement: 00442969
- Nationale Bibliotheek van Tsjechië: jn19990003358
- Nationale bibliotheek van Australië: 35081115
- Nationale Bibliotheek van Israël: 987007262421805171
- Nationale Bibliotheek van Polen: a0000001179263
- Nationale en Universitaire bibliotheek Zagreb: 000031709
- Nederlandse Thesaurus van Auteursnamen: 070691789
- Réseau des bibliothèques de Suisse occidentale: 02-A003361163
- Istituto Centrale per il Catalogo Unico: CFIV060861
- LIBRIS: 241500
- Système universitaire de documentation: 028049640
- Trove: 820783
- Virtual International Authority File: 36926967
- WorldCat: E39PBJj4pfxYVqJHtXwrQd7PwC